# Legenda

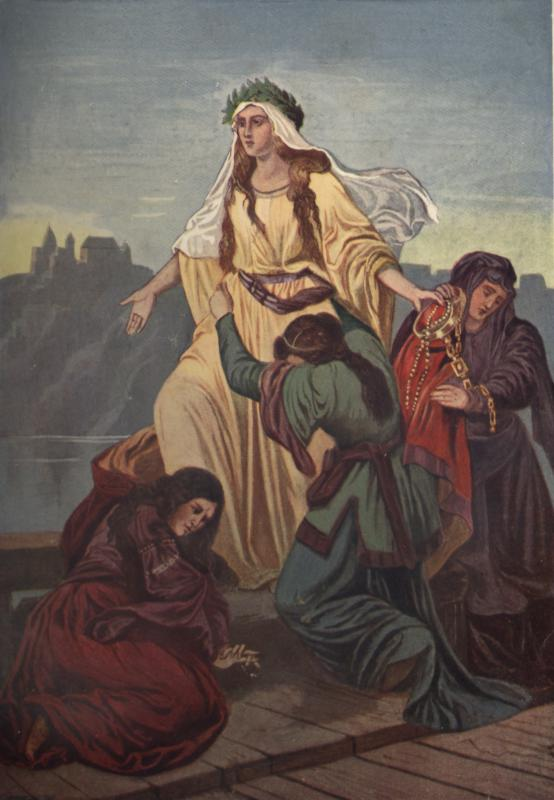
Wanda, córka Krakusa, rzuca się w nurty Wisły – ilustracja Maksymiliana Piotrowskiego. „Dzieje Polski”, wydanie z 1909 roku.

Legenda (coś, co należy przeczytać; coś do czytania; od łac. legere – czytać) – opowieść albo zbiór opowieści o postaci czy postaciach historycznych lub uważanych za historyczne. Zazwyczaj przekazywana w formie ustnej na długo przed utrwaleniem na piśmie. Legendy opowiadają o mędrcach, świętych, władcach, politykach, wojownikach lub innych popularnych bohaterach. Składają się często z nieprawdopodobnych albo nierealnych motywów. Różnią się od mitów tym, że mają podstawy historyczne i opowiadają o ludziach, a nie bogach – chociaż niekiedy różnica trudna jest do wytyczenia.
Nazwa wywodzi się z terminologii średniowiecznej i przyjęła się w językach zachodnich. W uroczystości świętych należało podczas liturgii czytać (łac. legendae erant) opowieści o ich życiu i cudach. W XII wieku, w źródłach francuskich, słowo legenda oznaczało dzieła hagiograficzne; już w późnym średniowieczu zaczęto je stosować także do opowieści o bohaterach historycznych. W XIX wieku badacze zaczęli terminem legenda określać gatunek literacki. We współczesnym piśmiennictwie legenda bywa mylona z mitem, baśnią i bajką, ponieważ niektórzy autorzy błędnie używają tych terminów zamiennie.
Najbardziej znane legendy dotyczą świętych (Jerzy, Mikołaj), wojowników (król Artur i jego rycerze), czy przestępców (Faust, Robin Hood). Współczesne składają się zazwyczaj z biograficznych plotek i anegdot dotyczących bohaterów kultury masowej, np. zmarłych gwiazd filmowych czy muzyków rockowych (Elvis Presley, Judy Garland, John Lennon). Legendy są jednym z podstawowych źródeł scenariuszy filmów hollywoodzkich.

## Geneza legendy

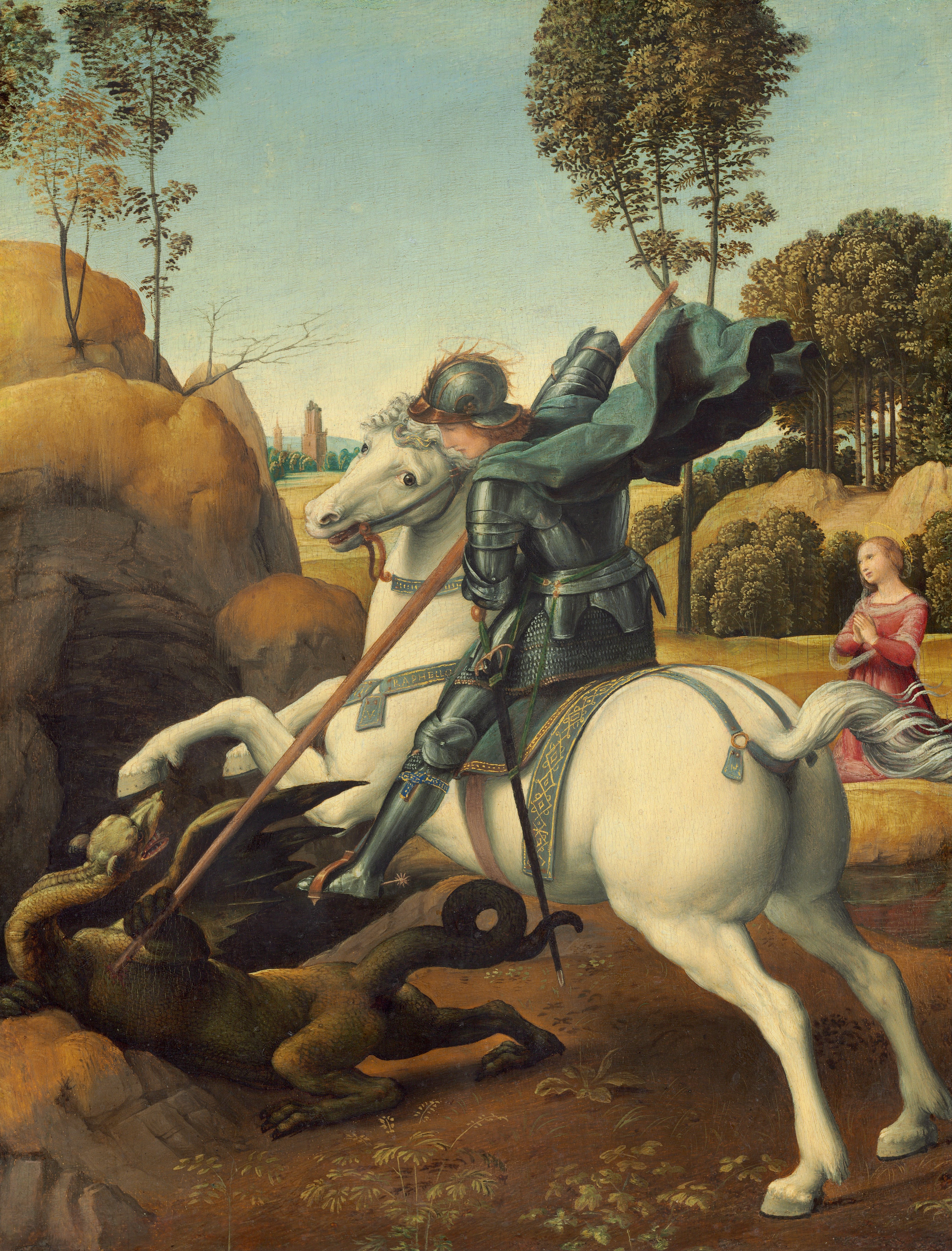
Święty Jerzy i smok. Obraz olejny Rafaela z XVI wieku. National Gallery of Art, Waszyngton.

Legendy wywodzą się z ustnej tradycji, niekiedy przekazywanej z pokolenia na pokolenie. Niezapisane jeszcze, nowożytne legendy, badacze zazwyczaj zaliczają do folkloru. Ustna forma legendy jest żywa współcześnie, gdyż każde ważne wydarzenie, w którym uczestniczą ludzie – osobiście lub poprzez informacje w mediach – jest relacjonowane z różnych, subiektywnych punktów widzenia. W ten sposób tworzy się legenda tego wydarzenia, przeciwstawiana – trudnej często do zdefiniowania – prawdzie obiektywnej o nim.
W ustnej tradycji, przekazywanej przez wieki, niełatwo było zachować wszystkie dokładne szczegóły wydarzeń. Jeszcze trudniej było wyjaśnić ich przyczyny w taki sposób, aby nie było wątpliwości, co do możliwych motywów, które skłoniły bohaterów do takiego, a nie innego działania. Pozostawało więc szerokie pole dla wypełniania luk w opowieści poprzez intuicyjne łączenie różnych znanych faktów, miejsc i osób. Często pomijano jakieś wydarzenia, a nadmiernie eksponowano inne – na ogół w zależności od poglądów opowiadającego, co wprowadzało element subiektywny. Wersja najbardziej popularna i znana legendy, często znacznie różni się od jej wersji pierwotnej.
To, co odróżnia legendę od mitu, bajki czy baśni, to właśnie jej związki z wydarzeniami i postaciami historycznymi, a także z realną topografią. Legenda odnosi się zawsze do jakiegoś wydarzenia lub osoby, które lokalizuje w dokładnie określonym miejscu. Jeżeli, według współczesnej wiedzy, bohater legendy nie był postacią historyczną, to jednak za takiego uważali go ci, którzy legendy opowiadali. W takim sensie badacze piszą, na przykład, o legendzie Aleksandra Wielkiego czy Juliusza Cezara, a z drugiej strony o legendzie opowiadającej o założeniu Rzymu przez Romulusa i Remusa.
Punktem wyjściowym legendy był jakiś fakt historyczny. Stawał się on pretekstem dla dalszej narracji – jako pierwszy istotny element gatunku. Drugim elementem było rozwinięcie opowieści w oparciu o poglądy opowiadającego, jego stereotypy i wyobraźnię. Oba elementy mogły zostać połączone w bardzo nierównych proporcjach, od których zależało, czy w legendzie przeważała prawda historyczna, czy też fikcja. Stąd też we współczesnym piśmiennictwie stosuje się niekiedy termin „legenda”, niezbyt poprawnie, na określenie zniekształconej prawdy historycznej.

## Typy legend
Podstawowym typem legend są legendy biograficzne, które zazwyczaj opowiadają o całym życiu bohatera lub też skupiają się na najważniejszych wydarzeniach z nim związanych. W zależności od tego, kto jest bohaterem opowieści, mówi się o legendach świętych (hagiograficznych), wojowników (bohaterskich), władców czy polityków (politycznych) etc.
Obok legend biograficznych badacze wyróżniają legendy miejsca i obyczaju (etiologiczne). Legendy miejsca opowiadają o wydarzeniach związanych z sanktuarium, miejscowością, górą etc. Wyjaśniają znaczenie miejsc oraz ich nazwy. Natomiast legendy związane z jakimś obyczajem podają przyczyny różnych zwyczajów, zachowań lub rytuałów.
Niekiedy badacze odróżniają legendę ludową od legendy uczonej. W drugim przypadku, przekazywana dotąd ustnie legenda została przez zapisującego ją autora przeredagowana w określonym gatunku literackim i często uzupełniona o różne wątki zaczerpnięte z innych dzieł.

## Legenda hagiograficzna

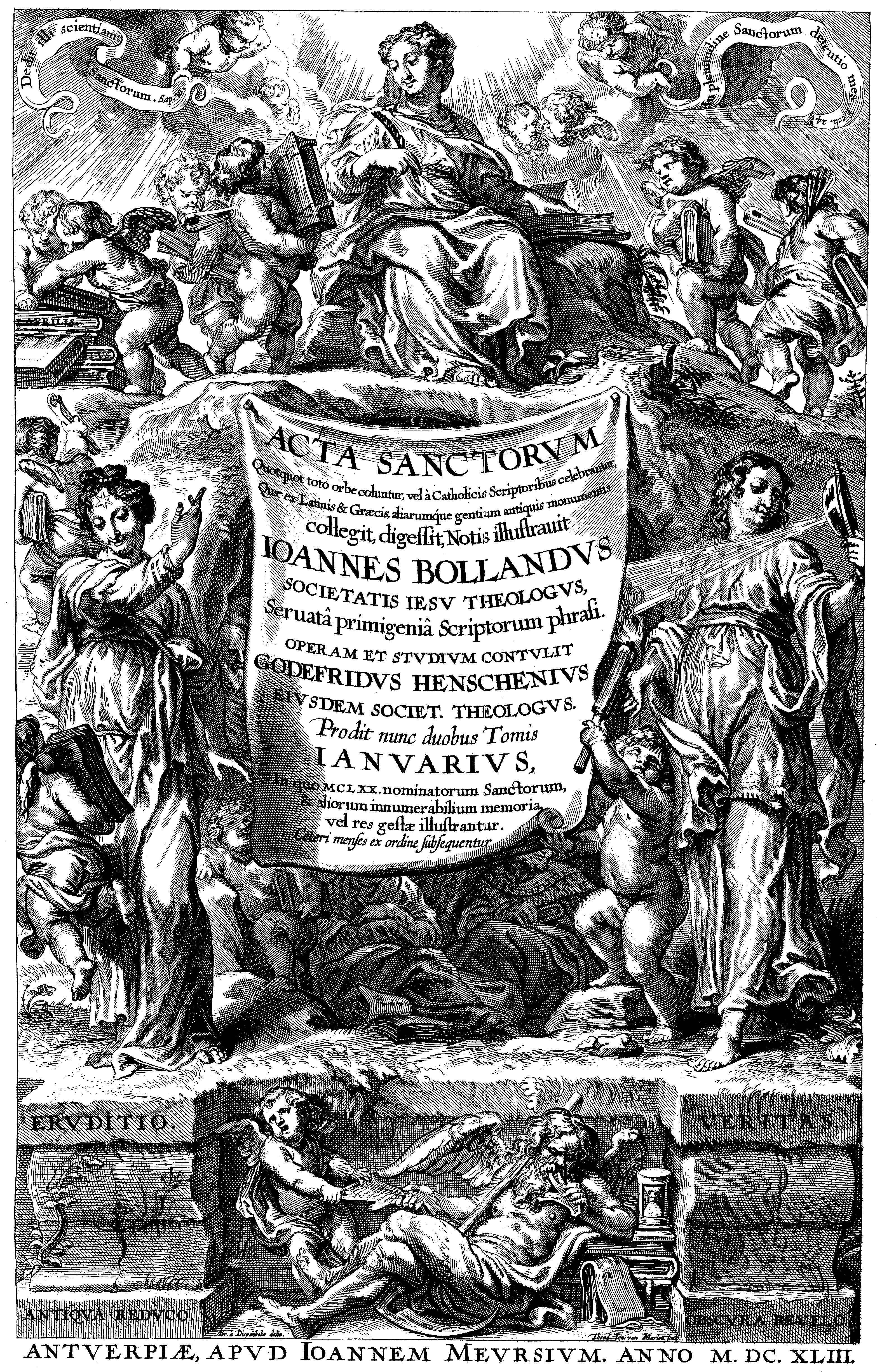
Strona tytułowa pierwszego tomu (Styczeń) Acta Sanctorum z 1643 roku.

Kluczowe znaczenie dla wyjaśnienia roli legend i procesu ich powstawania miały badania nad hagiografią. Krytyczne podejście do opowieści o świętych bynajmniej nie zrodziło się z krytycznego stosunku do samego zjawiska. Podjęli je uczeni, którzy mieli wobec kultu świętych najgłębszy respekt. Ich celem było przedstawienie rzetelnej prawdy historycznej o postaciach, które były powszechnie czczone w chrześcijańskiej Europie.
Ważną rolę w badaniach nad legendami odegrało grono uczonych jezuitów, zwane bollandystami. To oni nadali studiom nad tą dziedziną kształt, jaki ma ona współcześnie – stworzyli model krytycznego wydania tekstów. Ich działalność zapoczątkował Héribert Rosweyde, od 1603 roku wykładający w kolegium jezuickim w Antwerpii. Przedstawił on władzom zakonu projekt przygotowania i wydania kolekcji wszystkich dokumentów dotyczących kultu świętych. Projekt został zatwierdzony, ale jego autor nie zdawał sobie sprawy z ogromu zadania. Gdy zmarł w 1629 roku zostawił liczne materiały, ale jeszcze nic gotowego. Jego następcą został Jean Bolland, który wraz z Godefrodem Henskensem przygotował wydanie monumentalnej serii Acta Sanctorum. Pierwsze dwa tomy ukazały się w 1643 roku, ostatni – dopiero w 1940 roku.
Bollandyści dążyli do oddzielenia fikcji od informacji historycznych. Zaczynali od sprawdzenia wartości tekstów – ustalali, kiedy powstały, kim byli ich autorzy, skąd brała się wiedza o bohaterach. Istotne też było dla nich, w jaki sposób i w jakim stanie przetrwały najstarsze przekazy. Zdawali sobie sprawę, że kolejni autorzy mogli wiele o bohaterze dodać, upiększyć, włożyć w jego usta słowa, których nie wypowiedział, mnożyć cudowne zdarzenia. Wypracowali naukową metodę, za pomocą której mogli odtworzyć dzieje legendy, określić jej historyczną wartość, wskazać na obecność elementów stereotypowych. Z rosnącą wnikliwością odtwarzali proces formowania się poszczególnych legend.
Już w XVII wieku bollandyści wykazali, że legendy o niektórych świętych są niewiarygodne historycznie (Barbara, Pelagia, Aleksander). Odrzucili historyczność legendy, zgodnie z którą Dionizy Areopagita miał być biskupem Paryża, a po męczeńskiej śmierci nieść w dłoniach głowę ściętą mu przez kata. Według bollandystów smoki z legend o świętych Jerzym i Teodorze były wytworem późnej tradycji; nie można uznać za wiarygodne legend o św. Frontonie, który około 150 roku miał być przeorem klasztoru, ani o istnieniu obrazów Madonny namalowanych przez świętego Łukasza. Za późne, średniowieczne legendy uznali opowieści o wniebowzięciu Matki Boskiej, czy działalności i śmierci Marii Magdaleny na terenie Galii. Ten ostatni przykład pokazuje, że argumenty uczonych nie powstrzymywały dalszego rozwoju legendy, bo przytaczano ją jako opowieść wiarygodną i rozwijano w książce Kod Leonarda da Vinci Dana Browna z 2004 roku i w hollywoodzkim filmie Kod da Vinci z 2006 roku w reżyserii Rona Howarda.

## Legendy w literaturze i filmie

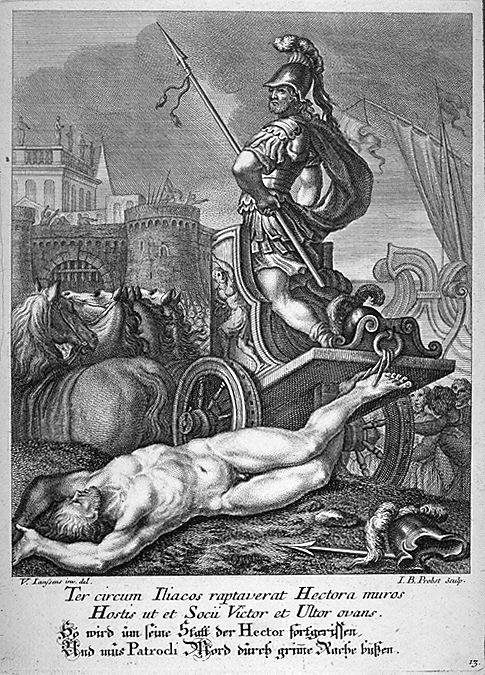
Achilles z ciałem Hektora. Rycina Johanna Balthasara Probsta (1673–1748). Fine Arts Museums of San Francisco.

Zapisywanie legend dało początek europejskiej literaturze. Jak wykazały współczesne badania, dzieła Homera powstały w oparciu o ustną tradycję, która składała się z wielu powiązanych ze sobą opowieści, zawierających greckie legendy i mity. Dwa podstawowe zbiory legend, opowiadające o czynach Achillesa i Odyseusza, zostały utrwalone przez Homera w Iliadzie i Odysei.
Za najstarszą zapisaną, europejską legendę, uważa się opowieść o Achillesie. Jej fabułę uruchamia gniew bohatera. Achilles pogniewał się na Agamemnona, bo musiał oddać mu brankę. Wycofał się więc z obozu pod Troją do okrętów i odmówił udziału w walce. Poselstwo, które miało go uprosić do zmiany zdania, zostało odprawione. Dopiero żal po śmierci Patroklosa i pragnienie zemsty popchnęły go do powrotu na plac boju, gdzie zabił Hektora. Upadek Troi będzie konsekwencją tego łańcucha zdarzeń, który podobnie jak cała historia wojny, zaczął się od kobiety. Fabuła jest motywowana charakterem Achillesa. Jest on bohaterem legendy opowiadającej nie tylko o bohaterskich czynach, ale także o niepohamowanych uczuciach i niezbadanych wyrokach losu.
Rozwój legendy o Achillesie jest bardzo dobrze udokumentowany w literaturze przez ponad 2700 lat. Liczne jej wersje różniły się niekiedy znacznie od tekstu Homera. Legenda ta jest żywa współcześnie, została w XX wieku elementem kultury masowej po nakręceniu licznych adaptacji filmowych. W 2004 roku studio Warner Brothers wyprodukowało za 185 milionów dolarów film Troja, z gwiazdorską obsadą, w reżyserii Wolfganga Petersena. Scenarzysta David Benioff uznał, że jego zadaniem jest kolejna reinterpretacja legendy: bohaterowie wojny trojańskiej byli legendarni na długo przed urodzeniem Homera. Opowiadano wiele różnych historii o tej wojnie, a mój scenariusz czerpie pomysły z kilku z nich.
Według André Jollesa legenda jest jednym z morfologicznych archetypów leżących u podstaw współczesnych gatunków literackich.

## Legendy polskie

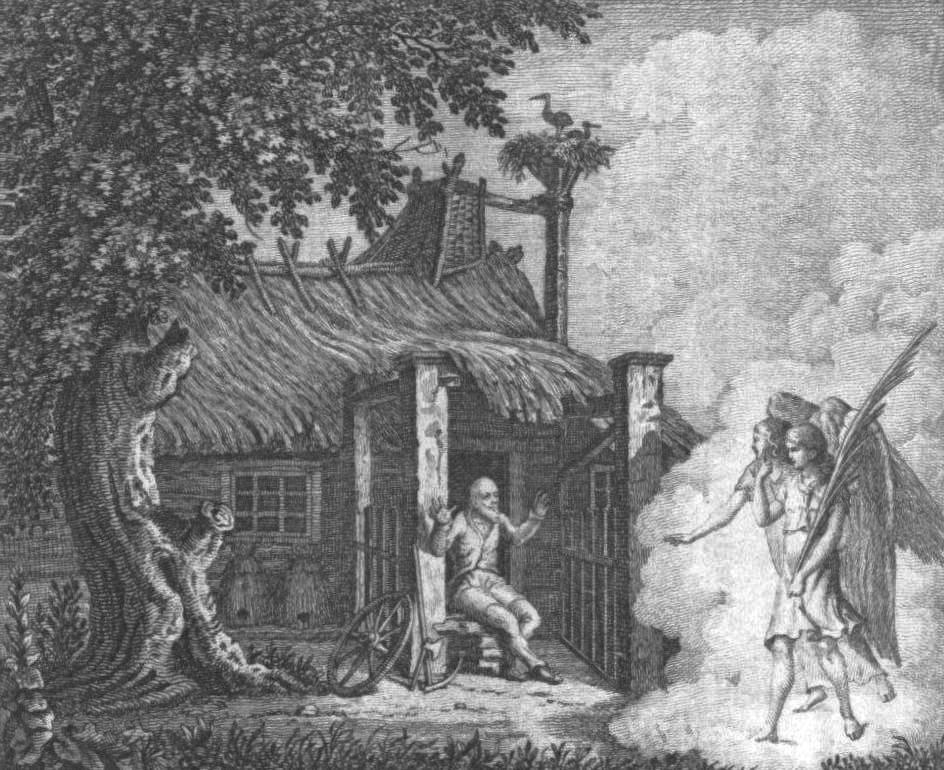
Aniołowie objawiają się Piastowi. Ilustracja do Śpiewów historycznych Juliana Ursyna Niemcewicza z 1816 roku.

W tradycji polskiej utrwaliły się zwłaszcza legendy związane z Gnieznem, Kruszwicą czy Krakowem. W Gnieźnie prastara katedra stoi na wzgórzu Lecha, dawniejszego władcy grodu i protoplasty Polaków. Symbolem Kruszwicy jest Mysia Wieża, gdzie żarłoczne zwierzątka pożarły złego Popiela. W Krakowie, po zwiedzeniu pełnego historycznych pamiątek Wawelu, należy odwiedzić jaskinię położoną u stóp wzgórza, gdzie według legendy mieszkał smok. Szczegóły tych legend zrosły się z topografią najstarszych miast polskich. Nie pomija się legend o Kraku, który zabił smoka i Wandzie, która rzuciła się do Wisły, gdyż nie chciała poślubić Niemca; o niegościnnym Popielu i gościnnym, choć ubogim oraczu Piaście oraz jego zacnej małżonce Rzepisze.
Za najstarszy zapis legend polskich uważa się powszechnie opowieści zawarte w pierwszej księdze Kroniki Galla Anonima, powstałej prawdopodobnie w latach 1113–1116. Otwierająca Kronikę opowieść o Popielu i Piaście została, jak uważają badacze, zaczerpnięta z legendy dynastycznej. Cudzoziemiec Gall opracował po łacinie opowieść, którą usłyszał prawdopodobnie z ust kanclerza Michała z rodu Awdańców. Legenda ta zachowała schemat zaczerpnięty z tradycji ustnej, zawierający elementy archaiczne – nie zawsze już rozumiane, gdy podlegały zapisowi.
Fabuła najstarszej polskiej legendy związana jest z problemem gościnności. Książę Popiel wydał ucztę z okazji postrzyżyn dla przyjaciół i możnych. W tym samym czasie ubogi oracz Piast, na cześć postrzyżyn syna, zorganizował skromną zakąskę dla znajomych. Gdy w grodzie zjawili się dwaj niespodziewani wędrowcy, zostali wypędzeni przez Popiela. Piast ugościł ich jednak na podgrodziu. Gdy zabrakło tam jadła i picia, wędrowcy dokonali cudu ich rozmnożenia. Wówczas na wspaniałą ucztę u Piasta zaproszono także Popiela i jego gości. Wędrowcy osobiście postrzygli syna Piasta i nadali mu imię Siemowit, na dobrą wróżbę przyszłych losów.
Zdaniem badaczy pierwotnie pogańska wymowa tej legendy, której głównym tematem były postrzyżyny, została osłabiona dzięki wysunięciu przez Galla na pierwszy plan tematu gościnności i zminimalizowaniu magicznej roli wędrowców. W początkach XIII wieku Wincenty Kadłubek, przytaczając tę legendę, całkowicie pominął postrzyżyny synów Popiela (którego nazywał uczenie Pompiliuszem), natomiast napisał obszerny komentarz o roli postrzyżyn Siemowita, które jego zdaniem były aktem prawnym przekazującym władzę nowej dynastii. W końcu XIII wieku autor Kroniki Wielkopolskiej jako pierwszy schrystianizował wędrowców. Jego zdaniem byli to jak się uważa albo aniołowie, albo męczennicy Jan i Paweł.
W następnych wiekach pojawiały się kolejne wersje legendy o Popielu i Piaście. Jest ona żywa współcześnie – w 2003 roku Jerzy Hoffman nakręcił film Stara baśń. Kiedy słońce było bogiem, w którym dokonał kolejnej jej adaptacji. Trudności z przekazywaniem tej legendy wiązały się, zdaniem badaczy, z tym, że odwoływała się ona do pogańskiego sacrum a opowiadana była przez chrześcijańskich autorów. Reinterpretacje opowieści powodowały zmiany w ramach świata przedstawionego na poziomie motywacji głównych bohaterów, wskutek czego pomijano lub dodawano pewne elementy zdarzeń.

## Legendy biblijne
Bibliści uważają, że legenda jest jednym z gatunków literackich wykorzystywanych przez autorów Starego i Nowego Testamentu. Do legendarnej warstwy Starego Testamentu zaliczane są powszechnie opowieści o Abrahamie z Księgi Rodzaju, Eliaszu z Pierwszej Księgi Królewskiej, Mojżeszu z Księgi Liczb, czy historie z Księgi Daniela lub o męczeństwie siedmiu braci z Drugiej Księgi Machabejskiej. Jako legendy traktuje się też wiele opowieści związanych z miejscami i kultem, na przykład o ołtarzu zbudowanym przez Gedeona z Księgi Sędziów lub genezie Święta Namiotów z Drugiej Księgi Machabejskiej.
Legendarna warstwa Nowego Testamentu jest szczególnie widoczna w tzw. Ewangeliach dzieciństwa, zapisanych przez Mateusza i Łukasza. Zawarte w nich opowieści są niezwykle barwne i pełne szczegółów. Pochodzą jednak z dwóch różnych ustnych tradycji i w wielu fragmentach znacznie się między sobą różnią. Komentatorzy, na podstawie tekstów Mateusza i Łukasza, starają się oddzielić fakty związane z dzieciństwem Jezusa od fikcji oraz teologicznej interpretacji legend zawartych w Ewangeliach. Współczesne badania nie dewaluują elementu historycznego, lecz docierają do niego w sposób naukowy i krytyczny. Równocześnie wykazują, że wydarzenia historii dzieciństwa Jezusa nie są przedstawione w sposób suchy i kronikarski, lecz zostały zinterpretowane w świetle późniejszych faktów oraz przy pomocy Starego Testamentu.
Legendy biblijne były rozwijane przez wieki i są żywe współcześnie. Do dzisiaj opowiada się o osiołku, na którym Święta Rodzina uciekała do Egiptu czy niegościnnych gospodarzach z Betlejem, podczas gdy nie było o tym wzmianek w Ewangeliach. Według apokryficznej Ewangelii Pseudo-Mateusza, powstałej nie wcześniej niż w VI wieku, Jezus mając cztery lata wykopał w piasku nad brzegiem Jordanu siedem połączonych ze sobą stawów, którymi płynęła woda z rzeki. Gdy pewien chłopiec złośliwie zablokował dopływ wody, Jezus pozbawił go życia. Wzburzona Maria upomniała syna, więc Jezus kopnął martwego chłopca i go ożywił. Mnożenie szczegółów i rozwijanie legendy osiągnęło w tym tekście granice absurdu.

## Spory wokół legend
Krytyczne podejście do niektórych legend wywołuje nadal zażarte spory, w których uczestniczą autorytety naukowe, publicyści, artyści czy politycy. Z różnych względów pewne środowiska bronią za wszelką cenę tradycji ukształtowanej przez legendy. Zwłaszcza ostrą formę przyjmują polemiki wokół legend o początkach państw lub narodów (tak zwanych legend założycielskich) oraz opowieści o znanych politykach (Włodzimierz Lenin, John F. Kennedy, Lech Wałęsa).

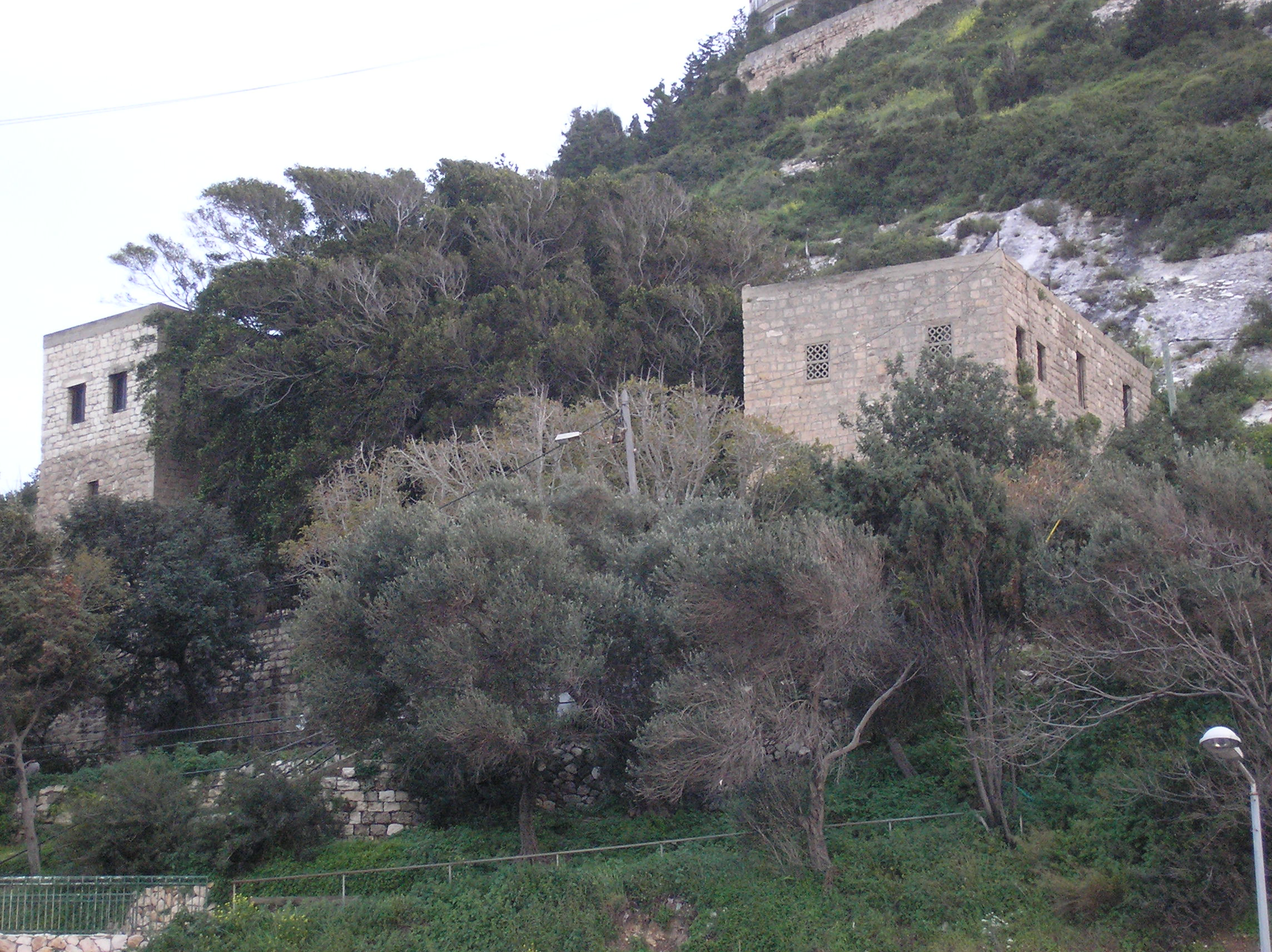
Jaskinia Eliasza. Góra Karmel, Izrael.

Pierwsza wielka batalia wokół legendy wybuchła w 1693 roku, po wydaniu przez Daniela Papebrocha, następcę Bollanda, w Acta Sanctorum, tekstów poświęconych Eliaszowi. Jezuita wykazywał na podstawie źródeł, że legendy dotyczące Eliasza nie mają podstaw w faktach. Ostro zareagował na to Sebastian de Saint-Paul, prowincjał karmelitów, którego zakon łączył swoje powstanie z tradycją o Eliaszu. Opublikował polemikę, w której oskarżył Papebrocha, że ten zagraża prastarym tradycjom i przywołuje niewiarygodne świadectwa autorów pogańskich, żydowskich i arabskich przeciwko dokumentom chrześcijańskim. Zarzuty zostały przekazane pod osąd inkwizycji hiszpańskiej, a ta w roku 1695 wydało w Toledo dekret potępiający tekst Acta Sanctorum i jego autorów: dzieła te zawierają opinie błędne, heretyckie lub trącące herezją, niebezpieczne dla wiary, skandaliczne, obraźliwe dla pobożnych uszu, schizmatyckie, buntownicze, bezczelne, zuchwałe, pełne pychy. Tego typu argumenty będą się powtarzały przy każdym sporze o legendę, także współcześnie.
Batalia wokół legend o Eliaszu przeniosła się do Rzymu, gdzie obie strony szukały poparcia u Innocentego XII. Ten rozsądził spór między jezuitami i karmelitami kompromisowo – nakazał obu stronom milczenie, nie potwierdził decyzji inkwizycji, ale dopatrzył się uchybień w katalogu papieży i wprowadził jeden tom Acta na indeks w roku 1700. Zdjęto go stamtąd dopiero dwieście lat później, za czasów Leona XIII. Jednak jeszcze długo różni autorzy bronili legendy o Eliaszu, ostatnia wzmianka o jej wiarygodności pochodzi z Enciclopedia Catholica z lat pięćdziesiątych XX wieku.

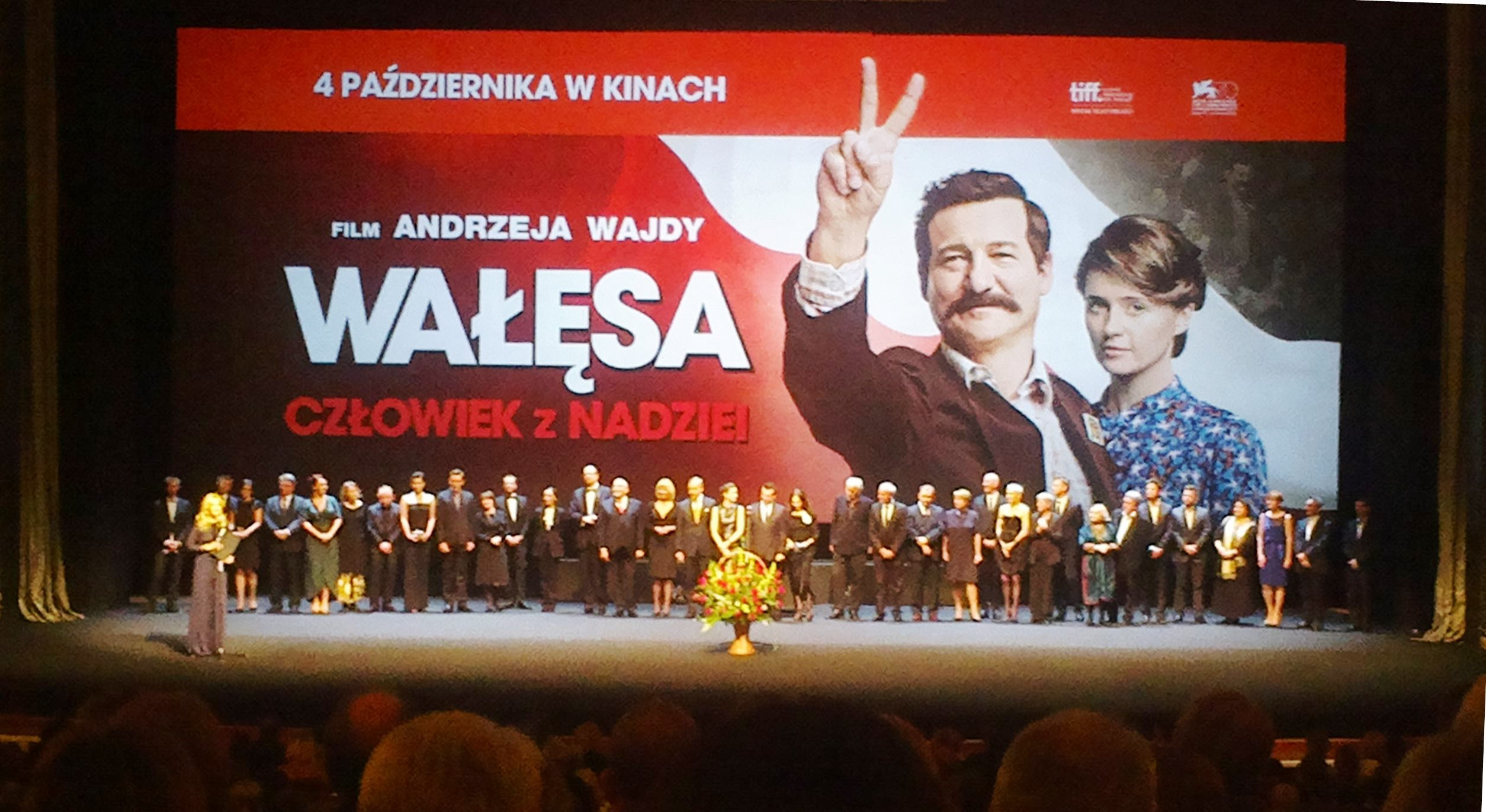
Premiera filmu Andrzeja Wajdy o Lechu Wałęsie. Warszawa, rok 2013.

Współczesnym przykładem batalii o legendę jest spór o Lecha Wałęsę. Sławomir Cenckiewicz i Piotr Gontarczyk w monografii SB a Lech Wałęsa (2008) uznali, że Lech Wałęsa to legendarny przywódca Międzyzakładowego Komitetu Strajkowego. Jednocześnie stwierdzili, że historyczna rola L. Wałęsy nie może być wytłumaczeniem dla swoistego „immunitetu historycznego”, który otacza jego osobę. Nie powinno być takiej postaci historycznej, która z racji największych nawet zasług nie podlegałaby naukowej analizie i ocenie. Na podstawie dokumentów wskazali, że w opowieściach o życiu Wałęsy znajdujemy wiele błędów, nieścisłości i niedomówień.
Książka spotkała się z bardzo emocjonalną reakcją ze strony różnych środowisk. Najbardziej dosadnie wyraził ją Adam Michnik, który na łamach „Gazety Wyborczej” polecił autorom publikacji odpieprzyć się od Wałęsy. Michnik argumentował: jestem po ludzku przerażony. Odczuwam gorycz i niesmak. Nie wyobrażałem sobie, że w taki sposób Polska będzie spłacać swój dług bohaterowi narodowemu w 25. rocznicę jego Nagrody Nobla. Nie mówcie, demaskatorzy, że bronicie prawdy, którą inni – establishment? układ? – chcą ukrywać. To wy kłamiecie. W całej tej opowieści o Lechu Wałęsie, którą powtarzacie, choćby to wszystko naprawdę się wydarzyło, mimo to jest to nieprawda. Posługujecie się bowiem prawdą w sposób specyficznie nikczemny: można o wielkim bohaterze powiedzieć, że nie umie tańczyć i utytłał się w błocie, a o wszystkich innych jego właściwościach milczeć.
Obrona wiarygodności legend jest związana, zdaniem antropologów, z rolą jaką odgrywają one w życiu społeczeństw. Obok mitów, to właśnie legendy formułowały w atrakcyjny i przystępny sposób zasady współżycia społecznego. Współcześnie, wraz z obniżeniem tradycyjnej roli mitu, to legendy o słynnych ludziach przejęły rolę opowieści o tym, co jednostka powinna wiedzieć, albo w co powinna wierzyć w celu działania w społeczeństwie w sposób możliwy do zaakceptowania przez innych jego członków. Wraz z przemianami społecznymi przeobrażeniom ulegają również legendy. Na miejsce dawnych pojawiają się nowe, w których prawdziwość wierzą całe grupy społeczne. Próba naukowej weryfikacji wiarygodności takich legend jest często odbierana jako zamach na ważne wartości społeczne.